# Nenad Jovanović
Nenad Jovanović (in serbo Ненад Јовановић?; Belgrado, 12 maggio 1988) è un calciatore serbo, difensore o centrocampista del ZSK Valjevo.

## Carriera
Il 1º gennaio 2017 viene acquistato a titolo definitivo dalla squadra serba del Mačva Šabac.